# 美國白蛾
美國白蛾（學名：Hyphantria cunea）是裳蛾科白蛾屬下的一種蛾，幼蟲會在夏末和秋季織網狀巢，又名秋幕毛虫。是國際自然保護聯盟公布的百大外來入侵物種之一，以几乎所有种类的落叶树叶子为食，对东亚造成的虫害仅次于松材线虫。这种蛾的成年体对植物威胁不大，并以其美观著称。

## 分佈
美國白蛾原生於北美洲從加拿大到墨西哥的廣大地域內，是很少的幾種被引進到其他大陸的昆蟲之一——在1940年代它被引入南斯拉夫，現在從法國到里海的歐洲大陸上都有其蹤跡。1990年至1993年進入土庫曼斯坦，1996年至1997年進入烏茲別克斯坦。1945年被引入日本，1979年在中国辽宁省出现。 現在蒙古、韓國和俄羅斯濱海邊疆區都有其蹤跡，因此也被認為是全北區分佈的。

## 生命週期

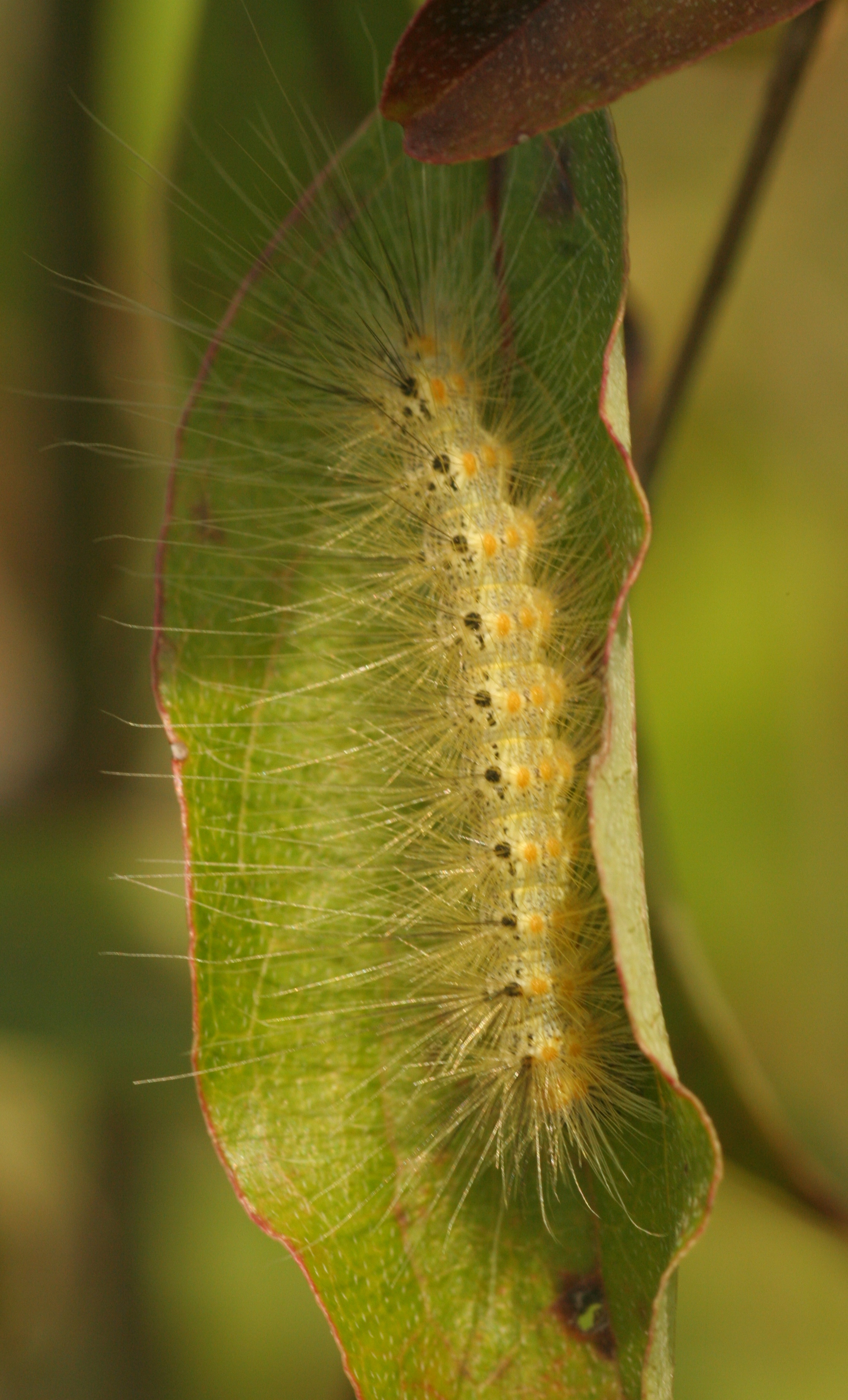
晚齡期幼蟲

北美洲的一些成蟲一年只出現一撥，幼蟲則而出現在夏末到早秋季節，不過北緯40度地區一年可能出現兩撥成蟲，越靠南的地方幼蟲的網出現也越早。

### 幼蟲
成年美國白蛾在樹葉背面產卵， 卵在一個星期之後就會孵化。
幼蟲的顏色有很多，從淺黃色到深灰色不等，有黃色斑點和毛刺。 身體兩側有乳白色條紋。  其長度最大可達35（1.4英寸）。幼年體只吃葉子表面，成熟體則會食用整個葉子。整個幼蟲階段約四至六星期。

### 蛹
變成蛹的幼蟲會掛在樹皮上或落在樹下的落葉層中過冬，蛹呈深褐色，長約10（0.39英寸）。其繭則是淺褐色的，由幼蟲吐出的絲製成。

### 成年體
有一些美國白蛾全身幾乎都是白色的，但有的也會在前翅上有黑色或褐色斑點。 成體多毛，前腿上有黃色斑塊。後翅較不明顯，腹部有褐色絨毛，翼展約35—42（1.4—1.7英寸）。

## 食物
美國白蛾以幾乎所有種類的落葉樹葉子為食，被其侵襲的植物可能會脫葉。全世界有記錄的美國白蛾食用植物有636種。

## 防治
通过定期喷洒药物灭杀、人工监测捕捉以及释放周氏啮小蜂可有效遏制美国白蛾扩散与繁殖。

## 圖片

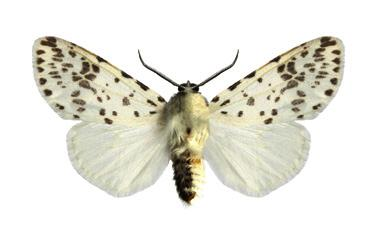
雄性
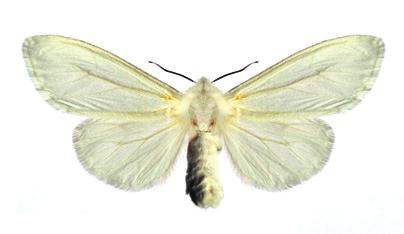
雌性
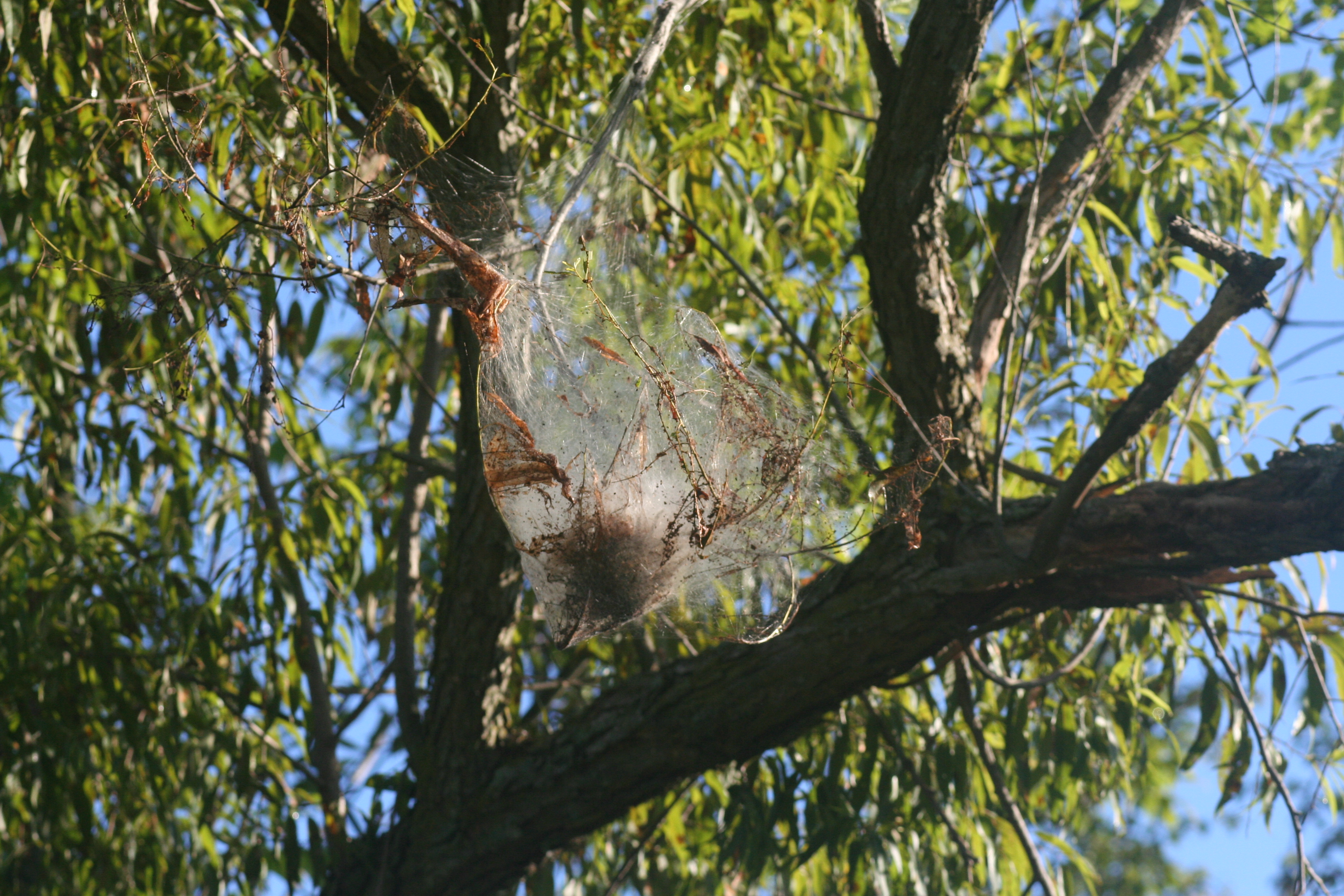
柳樹上的網
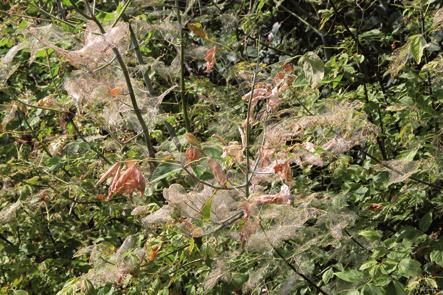
美國白蛾啃食過的叶槭